# حصن السويق
حصن السويق، يقع بالقرب من شاطئ خليج عُمان ، يتميز حصن السويق بأبراجه المستديرة على ثلاث من زواياه ، بينما يكون الركن الرابع عبارة عن جدار واق مربع بني على غرار فن العمارة في الفترة ما قبل استخدام المدافع. وفي عام 1861م دافعت السيدة جوخة بنت محمد بن أحمد البوسعيدي، عن الحصن حين هاجمه آل سعد وذلك بعد أن اقتتل أخوها مع والي الرستاق فقتل كلاهما ، فقامت بصب الخل والعسل الحارين على الجنود إلا أن الحصن ما لبث أن سقط.

## مواضيع متعلقة
- قلاع وحصون عمان